# 切巴爾庫爾區

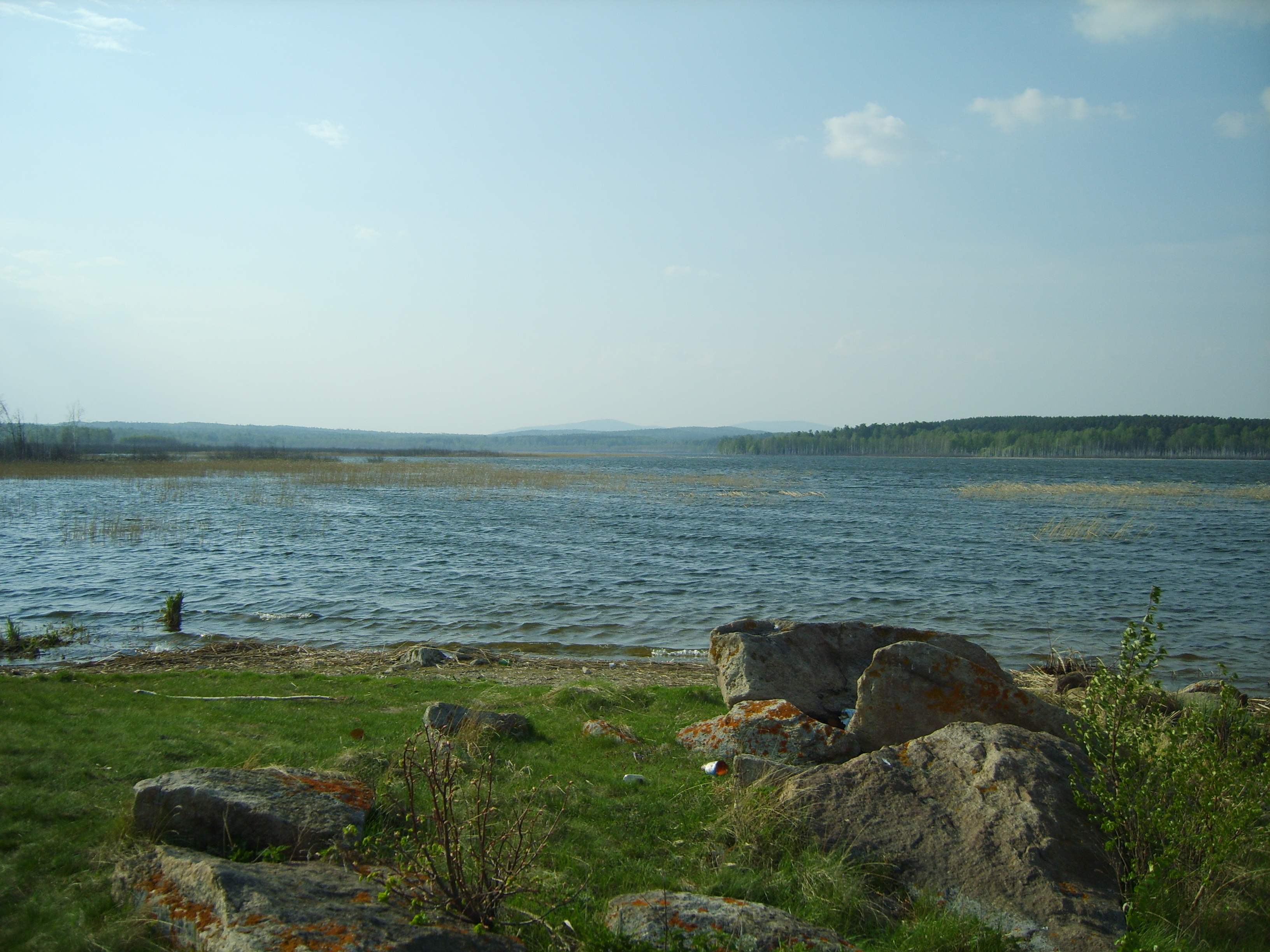

54°58′40″N 60°22′12″E / 54.97778°N 60.37000°E
切巴爾庫爾區（俄语：Чебаркульский район），是俄羅斯的一個區，位於該國西南部，由車里雅賓斯克州負責管轄，面積2,879平方公里，2010年人口29,606，人口密度每平方公里10.28人。